# 오마르 오르티스
오마르 오르티스 우리베(스페인어: Omar Ortiz Uribe, 1976년 3월 13일 ~ )는 멕시코의 전 축구 골키퍼이며, 고양이상의 얼굴과 녹색 눈으로 인해 엘 가토(El Gato)라는 별명을 얻었다.
1997년 멕시코의 CF 몬테레이에서 데뷔했으며, 이후 2002년 아틀레티코 셀라야로 팀을 옮긴 뒤 친정팀인 CF 몬테레이와 클루브 네칵사로 임대를 떠났다. 그 뒤 2003년 치아파스 FC로 이적해 활약했으며, 2008년 다시 클루브 네칵사로 복귀하였다. 이후 2009년 아틀란테 FC에 입단했으며, 그 해 다시 CF 몬테레이로 이적하여 2009년 아페르투라와 2010년 아페르투라 우승을 경험하였다.
또한 2002년 CONCACAF 골드컵에 참가했으며, 1월 21일 과테말라와의 조별 라운드 2차전에 출전하여 멕시코 축구 국가대표팀에 정식으로 데뷔하였다.
2010년 4월 9일 오르티스가 멕시코 프리메라 디비시온과 남미 축구 연맹의 경기에서 두 차례 도핑을 했다는 의혹이 제기되었으며, 5월 9일 약물 검사를 실시한 결과 스테로이드의 일종인 옥시메톨론과 마스테론이 검출되어 5월 10일에 2년간 선수 자격 정지 처분을 받았다.
이후 2012년 1월 6일 오르티스가 납치되었다는 소문이 퍼졌지만, 멕시코 당국에서 납치범 2명을 검거한 뒤 오히려 오르티스가 납치 사건에 연루되었다는 자백을 받아내어 몬테레이에 있는 자택 인근에서 오르티스를 체포하였다. 그 뒤 수사 결과 오르티스는 걸프 카르텔과 결탁해 2011년 글로리아 트레비의 남편 납치 사건 등 적어도 20건 이상의 납치 사건에 개입했다는 것이 밝혀졌으며, 납치범들은 피해자 한 명당 약 200만 페소를 요구한 것으로 알려졌다. 또한 누에보레온주 정부의 보고서에는 오르티스는 코카인에 중독되어 카르텔의 일부로 활동했가도 하며, 2년간 선수 자격 정지 처분을 받는 동안 재정 문제를 겪었다고 언급하였다.
오르티스는 카데레이타히메네스에 있는 감옥에 수감되었으며, 최소 3건 이상의 납치 사건이 유죄로 인정되어 2019년 1월 8일 오르티스는 75년 징역형을 선고받았다.